# Prostředkovice
Prostředkovice (německy Mitteldorf) je malá vesnice, část obce Suchá v okrese Jihlava. Nachází se asi 1,5 km na jih od Suché. Prochází tudy silnice I/38. V roce 2009 zde bylo evidováno 27 adres. V roce 2001 zde trvale žilo 68 obyvatel.
Prostředkovice je také název katastrálního území o rozloze 3,23 km2.

## Název
Název se vyvíjel od variant Mytnndorff (1390), Mitteldorf (1678), Mittldorf (1718), Mitteldorf (1720, 1751), Mitteldorf a Prostržedniwes (1798), Mitteldorf, Prostředkovice a Prostředný Wes (1846), Mitteldorf a Prostředkovice (1872), Prostřední Ves a Prostředkovice (1881) až k podobám Mitteldorf a Prostředkovice v roce 1924. České místní jméno je překladem původního německého. Mitteldorf je odvozen od slova mitten- (střední či prostřední), osada byla totiž založena mezi Dolní Vsí (Suchá) a Horní Vsí (zaniklá). Pojmenování je rodu ženského, čísla pomnožného, genitiv zní Prostředkovic.
Podle portálu Mapy.cz jsou „Prostředkovice“ se 14 znaky nejdelším jednoslovným názvem obce (přesněji sídla, nejde o obec) v Česku.

## Historie
První písemná zmínka o obci pochází z roku 1379. V roce 1530 vesnici koupilo město Jihlava.
V letech 1869–1880 byly Otín a Suchá osadou Prostředkovic. V letech 1869–1960 sem příslušelo Sokolíčko.
V roce 1961 se Prostředkovice naopak staly místní částí Suché.

## Přírodní poměry
Prostředkovice leží v okrese Jihlava v Kraji Vysočina. Nachází se 1 km jižně od Suché a 1,5 km severně od Stonařova. Geomorfologicky je oblast součástí Česko-moravské subprovincie, konkrétně Křižanovské vrchoviny a jejího podcelku Brtnická vrchovina, v jehož rámci spadá pod geomorfologický okrsek Puklická pahorkatina. Průměrná nadmořská výška činí 565 metrů. Vsí protéká řeka Jihlávka, na severním okraji Prostředkovic se nachází rybník.

## Obyvatelstvo
Podle sčítání 1930 zde žilo v 26 domech 116 obyvatel. 4 obyvatelé se hlásilo k československé národnosti a 112 k německé. Žilo zde 116 římských katolíků.
| Rok            | 1869 | 1880 | 1890 | 1900 | 1910 | 1921 | 1930 | 1950 | 1961 | 1970 | 1980 | 1991 | 2001 | 2011 |
| -------------- | ---- | ---- | ---- | ---- | ---- | ---- | ---- | ---- | ---- | ---- | ---- | ---- | ---- | ---- |
| Počet obyvatel | 167  | 170  | 171  | 158  | 147  | 137  | 116  | 112  | 118  | 106  | 75   | 65   | 68   | 71   |

## Hospodářství a doprava

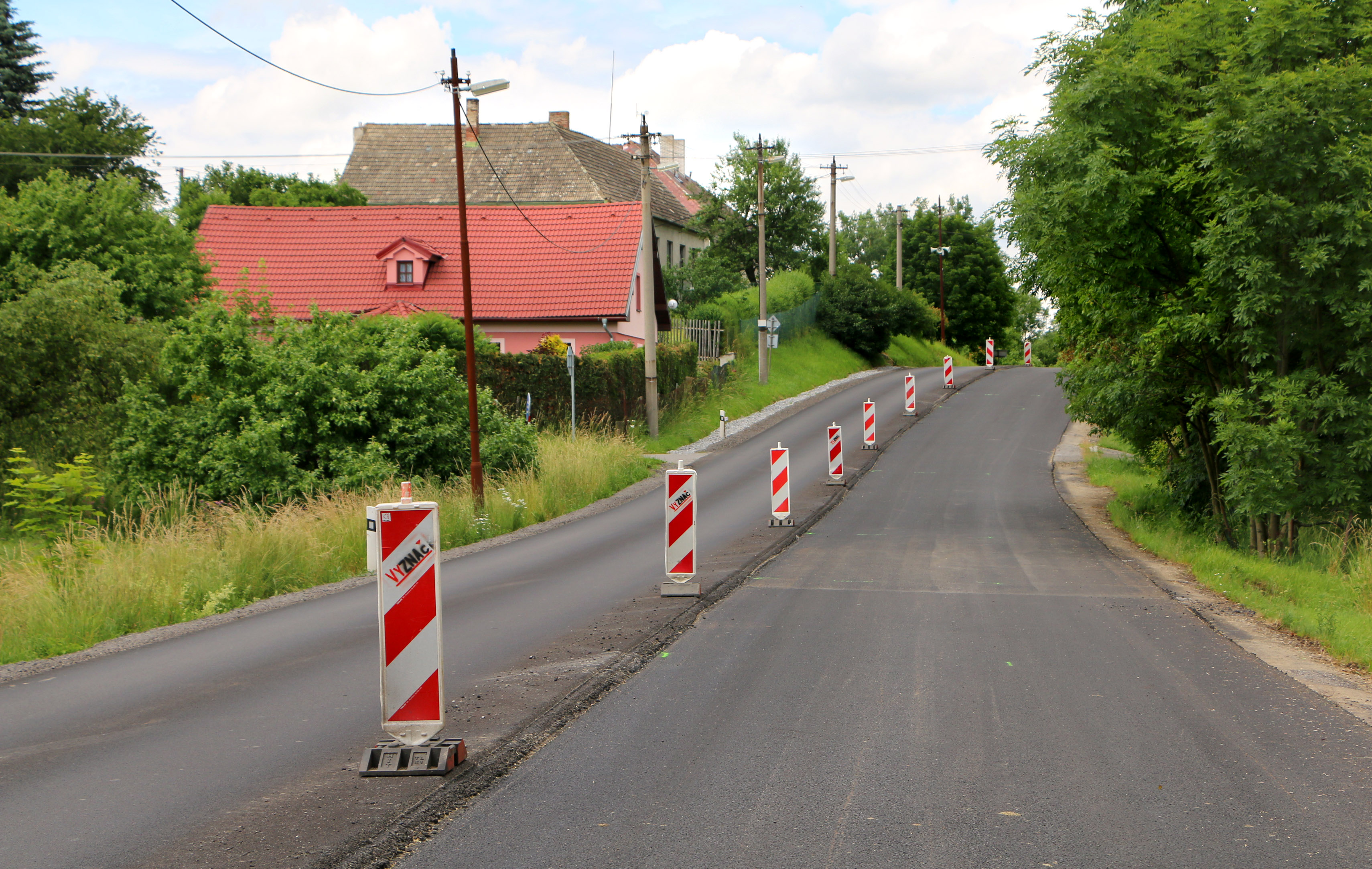
Opravovaná silnice I/38

V obci sídlí firmy ICGS spol. s r.o., ČFOS spol. s r.o., CLOFI s.r.o. a společnost zabývající se rostlinnou výrobou a prodejem GIRA fruit s.r.o.
Obcí prochází evropská silnice E59 a komunikace I. třídy č. 38. Dopravní obslužnost zajišťují dopravci ICOM transport, TRADO-BUS a Radek Čech - Autobusová doprava. Autobusy jezdí ve směrech Jihlava, Dačice, Bítov, Nová Říše, Stará Říše, Zadní Vydří, Opatov, Vílanec, Loučky, Stonařov, Želetava, Budeč, Znojmo, Telč, Hrotovice a Moravské Budějovice. Železniční doprava.

## Školství, kultura a sport
Místní děti dojíždějí do základní školy ve Stonařově.

## Pamětihodnosti
- Špýchar

## Další fotografie

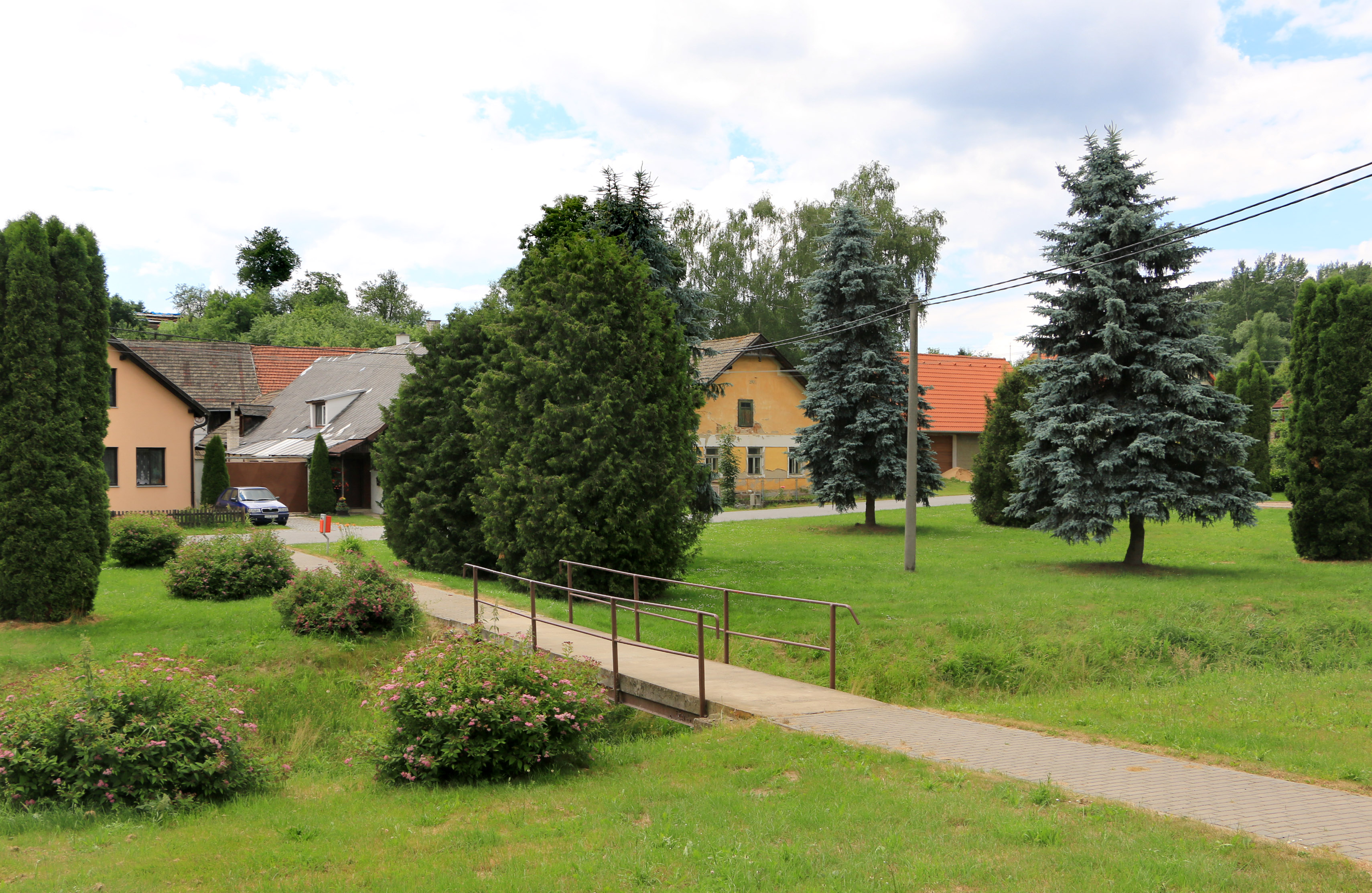
Rozlehlá náves
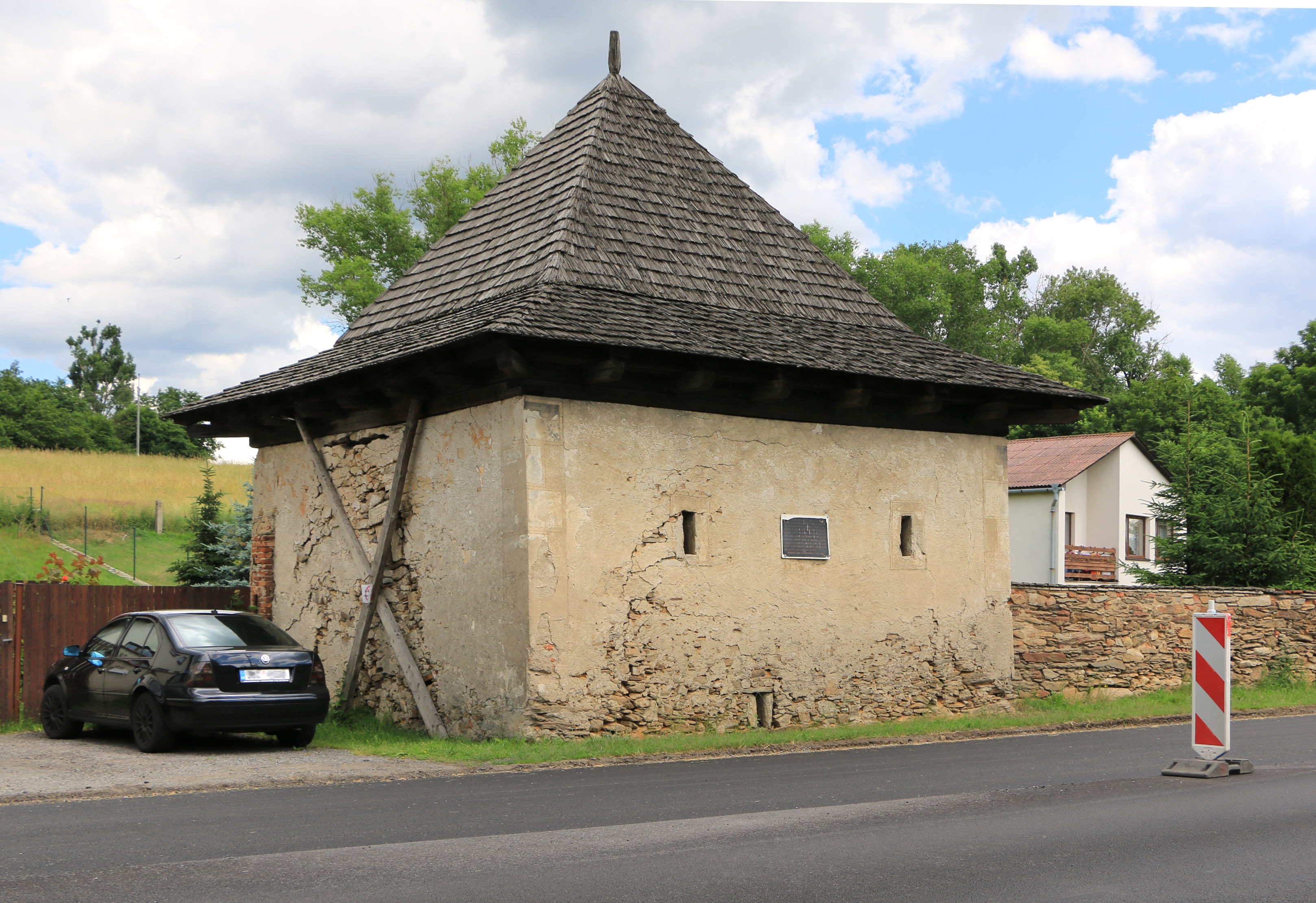
Památkově chráněný špýchar
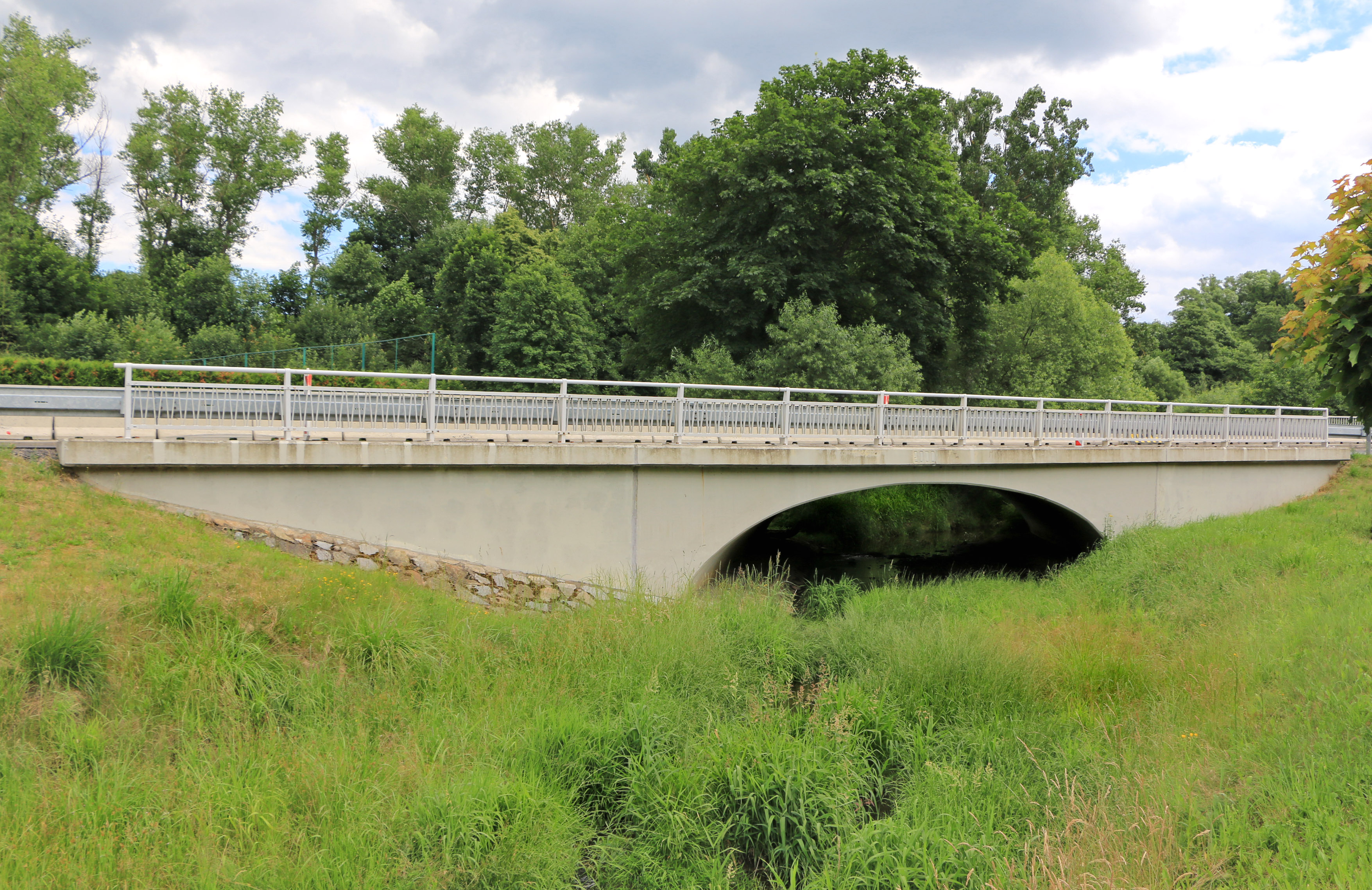
Most přes Jihlávku
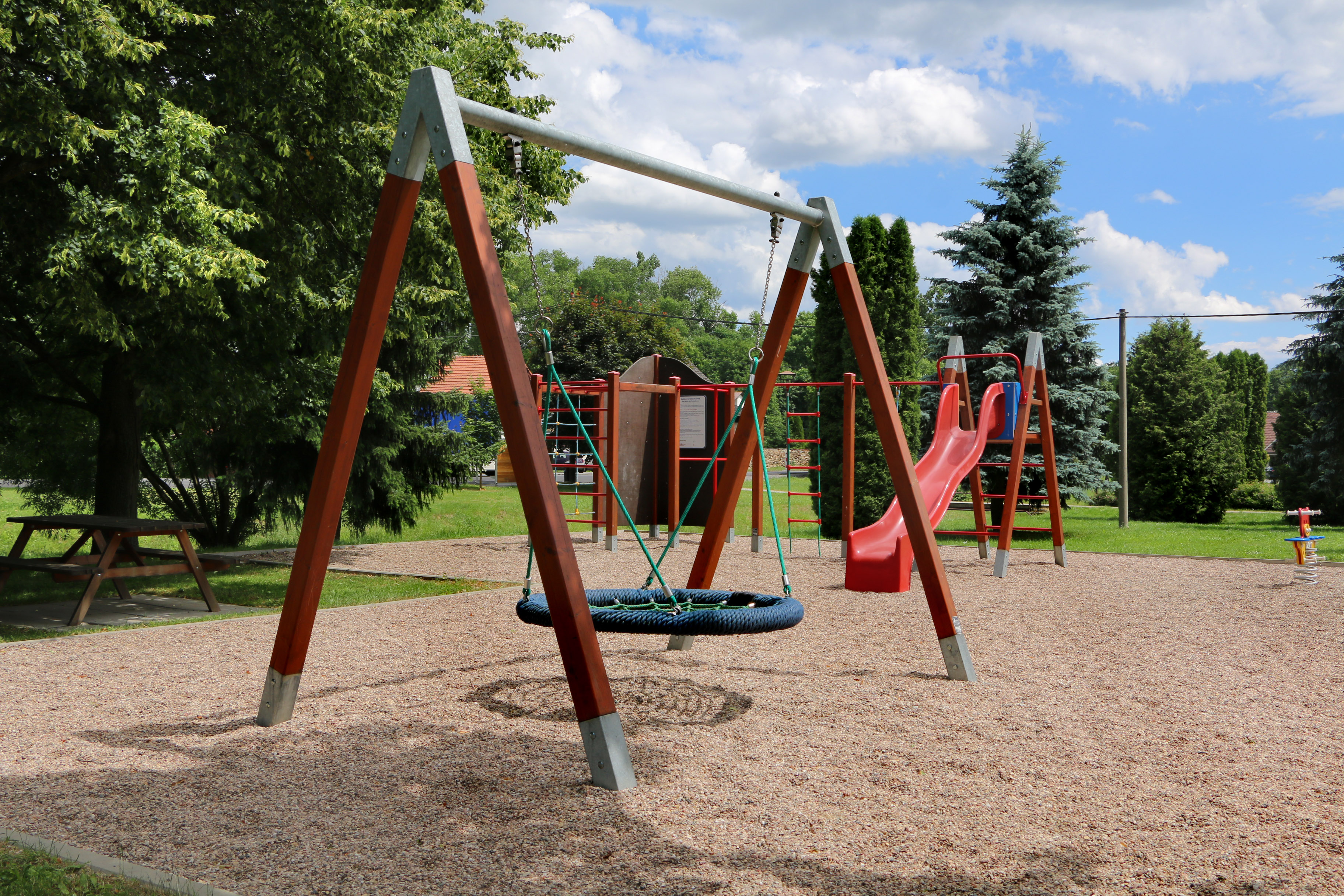
Hřiště na návsi